# 495 هـ
495 هـ هي سنة في التقويم الهجري امتدت مقابلةً في التقويم الميلادي بين سنتي 1101 و1102.

## مواليد
- المبارك بن كامل البغدادي
- ابن حمدون

## وفيات
- فضل الله الزوزني العجمي
- محمد بن هبة الله البندنيجي